# Hospital Infanta Sofía
Hospital Infanta Sofía – stacja początkowa metra w Madrycie, na linii 10. Znajduje się w San Sebastián de los Reyes i zlokalizowana jest przed stacją Reyes Católicos. Została otwarta 26 kwietnia 2007.